# Демир Капия (община)
Вижте пояснителната страница за други значения на Демир Капия.
Демир Капия (на македонска литературна норма: Општина Демир Капија) е община, разположена в централната част на Северна Македония със седалище едноименният град Демир Капия.
Общината е разположена по средното течение на река Вардар в областта Тиквеш на площ от 311,06 km2. В околностите на Демир Капия са развалините на средновековната българска крепост Просек, столица на независимите български феодални владетели Добромир Хриз и Стрез. На територията на общината е и изключително красивият пролом Демир Капия на река Вардар между планините Кожух (Кожуф) и Конечка. Населението на общината е 4545 (2002) с гъстота от 14,61 жители на km2. В общината освен град Демир капия влизат още 14 села.

## Структура на населението
Според преброяването от 2002 година община Демир Капия има 4545 жители.
| Етническа принадлежност | Процент |
| македонци               | 87,94%  |
| албанци                 | 0,51%   |
| турци                   | 7,57%   |
| роми                    | 0,35%   |
| власи                   | 0,00%   |
| сърби                   | 2,91%   |
| бошняци                 | 0,02%   |
| други                   | 0,70%   |